# 布施村 (長野県)
布施村（ふせむら）は長野県北佐久郡にあった村。現在の佐久市布施にあたる。

## 地理
- 河川：布施川

## 歴史
- 1875年（明治8年） - 近世以来の佐久郡前山山新田・牧布施村・沓沢新田村・入布施村・中居村・抜井村・式部村が合併して布施村となる。
- 1879年（明治12年）1月4日 - 郡区町村編制法の施行により北佐久郡の所属となる。
- 1889年（明治22年）4月1日 - 町村制の施行により、布施村が単独で自治体を形成。
- 1959年（昭和34年）8月1日 - 本牧町・春日村・協和村と合併して望月町が発足。同日布施村廃止。

## 交通

### 道路
- 国道142号